# Chiswick Records
Chiswick Records — лондонский инди-лейбл, созданный в 1975 году Тэдом Кэрроллом и Роджером Армстронгом. Изначальная идея лейбла — переиздавать редкие записи 60-х годов, однако вскоре фирма переориентировалась на выпуск собственных исполнителей. Большинство представителей лейбла — исполнители в стиле паб-рок и нео-рокабилли.

## История
Роджер Армстронг был владельцем сети музыкальных магазинов «Rock On», а Тэд Кэрролл (бывший менеджер группы Thin Lizzy) являлся продавцом одного из них в Сохо. Магазин продавал раритетные пластинки 50х-60х годов — гаражный рок, соул, ритм-н-блюз и бит. Несмотря на то что на дворе был 74й год, пластинки пользовались успехом. Сцена 60х снова становилась популярной, переродившись в 70х в явлении, называемом паб-роком.
И Кэрролл и Армстронг кое-что смыслили в музыкальном бизнесе, и мечтали о собственном инди-лейбле с собственными паб-группами.
Лейбл Chiswick начал свою работу весной 1975 года. В качестве студии была выбрана небольшая комната над пабом Hope & Anchor в Илингтоне. Музыканты для записи либо искались в пабах, либо являлись клиентами магазина Rock On.
Так, однажды, в магазин зашёл Майк Спенсер, будущий вокалист Count Bishops.
Первой группой, которая попробовала записаться на лейбле, была Hammersmith Gorillas. Джесси Хектор, лидер группы, как и Спенсер, будучи большим фанатом 60х, заглянул как-то раз в «Rock On».
Однако их сингл так и не вышел.
Первым релизом Chiswick стал EP группы Count Bishops — «Speedball», вышедший в ноябре 75 года.
В 1984 году Кэрролл и Армстронг создали подразделение Chiswick — Ace Records. В то же году лейбл Chiswick выпустил свой последний сингл.
За время своего существования Ace переиздал (и продолжает переиздавать) свои лучшие релизы, а также переиздаёт записи американских инди-лейблов, вроде Vanguard, Stax и Fantasy.

## Исполнители, издававшиеся на лейбле
- The 101’ers
- Albania
- Count Bishops
- The Damned
- Dr. Feelgood
- The Drug Addix
- (Hammersmith) Gorillas
- Jeff Hill
- Jakko
- Johnny Moped
- Johnny & The Self Abusers
- The Jook
- Little Bob Story
- Meteors
- Motorhead
- Nips (Nipple Erectors)
- Roddy Radiation & The Tearjerkers
- Radiators (From Space)
- Radio Stars
- Riff Raff
- The Rings
- Rocky Sharpe & The Replays
- Skrewdriver
- Sniff'N'The Tears
- Stukas
- The Table
- Twink
- Two Two
- Whirlwind
- Link Wray